# Экзистенциал
Экзистенциал — термин, введенный Мартином Хайдеггером в работе «Бытие и время» (1927), которым он предлагает описывать дазайн не в классических аристотелевских категориях, а с помощью предикатов, разделяющих и уточняющих его. Эти предикаты дазайна Хайдеггер называет «экзистенциалами». Они являются модусами экзистенции, априорными формами конкретного существования людей. Как всеобщие мировоззренческие конструкции экзистенциалы объединяют имманентное (повседневное) и трансцендентное (абсолютное) в жизненном опыте личности, конституируют познание и волю, рефлектируют мысли и чувства. В отличие от категорий, где отражается мир вещей, в экзистенциалах соединяются воедино чувственные, рациональные и волевые конституанты существования индивидов. В фундаментальной онтологии Хайдеггера основополагающим экзистенциалом, объединяющим все модусы человеческого бытия, служит забота, а исходным экзистенциалом — бытие-в-мире. В перечень экзистенциалов дазайна философ также включает бытие-в (In-sein), бытие-с (Mit-sein), заброшенность (Geworfenheit), находимость (Befindlichkeit), страх (Furcht), понимание (Verstehen), речь (Rede) и настроение (Stimmung).